# سيسنا إي سي-2
سيسنا طراز إي سي-2 (EC-2) كانت طائرة أمريكية بمقعدين لأهداف سياحية بنيت من قبل شركة سيسنا في ثلاثينيات القرن العشرين.